# Elytraria ivorensis
Elytraria ivorensis là một loài thực vật có hoa trong họ Ô rô. Loài này được Dokosi mô tả khoa học đầu tiên năm 1971.

## Phân bố
Loài bản địa Ghana, Bờ Biển Ngà và Liberia.